# 滝本太郎弁護士サリン襲撃事件
滝本太郎弁護士サリン襲撃事件（たきもとたろうべんごしさりんしゅうげきじけん）は、1994年5月9日に発生したオウム真理教信者による殺人未遂事件。VXやボツリヌス菌による襲撃についても記述する。

## 概要

### きっかけ
この事件の被害者である滝本太郎弁護士は、1989年11月に失踪（後にオウム真理教による殺害と判明）した坂本堤弁護士に代わり、オウム真理教被害者対策弁護団の中心人物として教団に対する訴訟を行う傍ら、信者に対するカウンセリングを行っていた。滝本は「空中浮揚なら自分でもできる」と、自ら空中浮揚した写真を信者に見せていた。この写真は滝本が自宅の和室で蓮華座を組み、ジャンプしているのを妻が這いつくばって撮影した。彼が脱会交渉を手がけた信者は、ほとんど全員が脱会した。
オウム側は滝本の通勤経路にオウムのポスターを貼ったり、事務所近くに車を並べるなどの嫌がらせを行っていたが、ついに麻原彰晃は「サマナを無理やり下向させている滝本という弁護士がいる。明日もその関係で甲府で裁判がある。滝本に魔法を使う。」と滝本を魔法＝サリンで殺害するよう指示した。裁判で青山吉伸、富永昌宏らは、「魔法」はLSDだと思っていたとして殺意を否認した。
遠藤誠一と中川智正は1993年の池田大作サリン襲撃未遂事件で車内にサリンが入ってきたことを参考に、アンモニアを使って実験を行い、車のフロントガラスにかけるのが効果的であると報告した。麻原曰く「B型女性はためらわない」ということで、麻原の愛人のマハームドラー・ダーキニー（犯行当時17歳）が実行役に選ばれた。

### 事件当日
1994年5月9日、甲府地方裁判所で行われた上九一色村住人とオウム真理教の民事訴訟で、住人側からは滝本が、オウム真理教からは青山が出廷した。青山は滝本の車（三菱・ギャラン）を見つけ、青山の運転手である富永を通じ、裏側駐車場に停めた日産・パルサー内に隠れている遠藤、中川、マハームドラー・ダーキニーに連絡した。
マハームドラー・ダーキニーは法廷が開廷している隙に、裁判所の駐車場に駐車していた滝本の車のフロントガラスとボンネットの間に遠沈管でサリン約30 ccを流し込んだ。
滝本は閉廷後、運転中に一時的に目の前が暗くなるなど視力が弱まる症状が出るも、前のめりになって運転し、またカーエアコンを内気循環の設定にしていたこともあって、命に別状もなく難を逃れた。その後、くも膜下出血ではないかと考え医師の診察を受けた。滝本は元々視力があまり良くなく眼鏡を着用していたため、一連のオウム真理教事件が発覚するまで気がつかなかったという。また、滝本は車に乗るとウォッシャーを使う癖があり、サリンの効果が弱まったとされる。
その後、オウム側は高橋克也が事務所に電話をかけて滝本が生存していることを確認し、井上嘉浩は効果がなかったことを示す「サクラ散る」の暗号を電話で麻原に送信。これを受け麻原は「そうか、サクラが散ったか。いつになったら夢が叶うんだろうか」とぼやいたという。

## その後

### VXによる毒殺未遂
1994年9月、デパートで購入したポマードと混ぜたVX溶剤を滝本の車のドアノブに塗布したが、滝本は手袋を着用していたため吸収されず、その手袋も汚くなり捨ててしまったので害はなかった。10月に井上嘉浩らが再度VXで襲撃に向かったが、警察官がいたため中止された。

### ボツリヌス菌による毒殺未遂
1994年11月4日（坂本堤の命日）、オウムから脱会脱走した両親の施設に取り残されていた子供（2歳）の脱会交渉（青山吉伸、林郁夫が出席）が行われた富士宮市の旅館において、ボツリヌス菌が塗られたコップでジュースを飲んだが、菌がうまく培養できていなかったため健康被害はなかった。林は、遠藤誠一の話ではボツリヌス菌を飲んでも下痢程度とのことで、殺意はなかったとしている。
以上のように度重なる襲撃にもかかわらず、滝本が難を逃れたのは奇跡的とも言われているが、一方で滝本は過去に宗教団体に関わる仕事を経験していたことや、オウムと関わるうちに危険な宗教団体だと勘付いていたことから、オウム信者を信用しておらず、オウム信者やその家族と接する際には常に使い捨ての手袋やマスクを着用する、出された食べ物には手をつけない、飲み物も一口舐める程度にする、などの自己防衛を怠っていなかったことが大きかったといえる。
なお、滝本の家族は全国各地に分かれて避難しており、こちらも被害はなかった。